# Proteus vulgaris
Espèce
Proteus vulgaris est une espèce de bacille Gram négatif de la famille des Morganellaceae, commensale du tube digestif de l'Homme et des animaux. On peut le trouver dans le sol, l'eau et les matières fécales. Il est regroupé avec les entérobactéries et est un pathogène opportuniste de l'Homme. Il est connu pour causer des infections urinaires et sur les plaies. Il s'agit d'une des trois espèces identifiées par Hauser en 1885.

## Historique
Le terme Proteus est dû à la variabilité de sa forme ; Proteus, dans les poèmes homériques, est « le vieillard de la mer », le berger de Poséidon qui a des dons de transformation sans fin. La première utilisation du terme « Proteus » dans la nomenclature bactériologique a été faite par Hauser (1885) qui décrit sous ce nom trois types d'organismes qu'il a isolé de la viande putréfiée. L'une des trois espèces a été identifiée par Hauser comme Proteus vulgaris et cet organisme a donc une longue histoire en microbiologie.
Au cours des deux dernières décennies, le genre Proteus, et P. vulgaris particulier, ont subi un certain nombre de grandes révisions taxonomiques. En 1982, P. vulgaris a été réparti en trois biogroupes sur la base de la production d'indole. Le biogroupe indole négatif a été classé dans une nouvelle espèce: P. penneri, tandis que les deux autres sont restés ensemble comme P. vulgaris.

## Identification
Selon les tests de fermentation en laboratoire, P. vulgaris fermente le glucose et l'amidon mais ne fermentent pas le lactose ou le mannitol. P. vulgaris est aussi positif au test pour le rouge de méthyle (fermentation acide mixte) et est également un organisme extrêmement mobile.
Lorsque P. vulgaris est testé en utilisant le système d'identification API 20E une bandelette de test pour les entérobactéries (faite par BIOMERIEUX) [2], on découvre qu'il donne un résultat positif pour: la réduction du soufre, la production d'uréase, la production de la désaminase du tryptophane et la production d'indole, et fournit un résultat négatif pour le reste des tests sur la bandelette.
Il est référencé dans le Catalogue analytique API par le code à sept chiffres: 0474021
Les conditions optimales de croissance de cet organisme se rencontrent dans un environnement anaérobie facultatif avec une température moyenne d'environ 23 degrés Celsius.
Le système Becton/Dickinson BBL Enterotube II d'identification des membres de la famille des Enterobacteriaceae inoculé avec Proteus vulgaris donne les résultats suivants : Positif pour la fermentation du glucose (avec production de gaz). Négatif pour la lysine et l'ornithine. Positif pour la production d'hydrogène sulfuré et positif pour la production d'indole. Négatif pour le ribitol et le lactose. Négatif pour l'arabinose, le sorbitol et le dulcitol. Le test est positif à la phénylalanine comme au test à l'urée de Harnstoff. Proteus vulgaris est testé positif pour le citrate. Ces résultats combinés un "ID Biocode 31407" pour utilisation dans le Guide d'interprétation de codage informatique et système d'identification (CCIS).

## Infections àProteus vulgaris
Proteus vulgaris est une des espèces du genre Proteus qui est classée comme espèce pathogène pour l'Homme.
- infections nosocomiales